# 立体绘图方块
《立体绘图方块》是一款由HAL研究所由任天堂发行在任天堂DS平台上的益智游戏。游戏采用类似Nonogram的规则，需要玩家通过数字提示击碎一个大立方体中的小方块来雕刻出隐藏在大立方体中各式各样的模型。游戏支持通过任天堂Wi-Fi连接服务下载新的谜题。游戏于2009年3月12日在日本发售，一年之后的2010年3月5日作为“Touch! Generations”的一款作品在欧洲发售，同年5月3日在北美发售。游戏发售后收到了业界不错的反响。2016年9月1日，游戏在Wii U欧洲地区的任天堂eShop上发售了本作的Virtual Console版本，之后于同年10月19日在日本区eShop上线，2017年3月16日在北美区的eShop上线。
游戏的续作《立体绘图方块2》于2015年发售在任天堂3DS平台，游戏对玩法进行了进化，并新增了对玩偶Amiibo的支持，但取消了网络下载谜题的功能。